# Circonscription de Kutaber
La circonscription de Kutaber est une des 135 circonscriptions législatives de l'État fédéré Amhara, elle se situe dans la Zone Sud Wollo. Son représentant actuel est Alemu Asefa Abebe.